# Pierre Chaumié

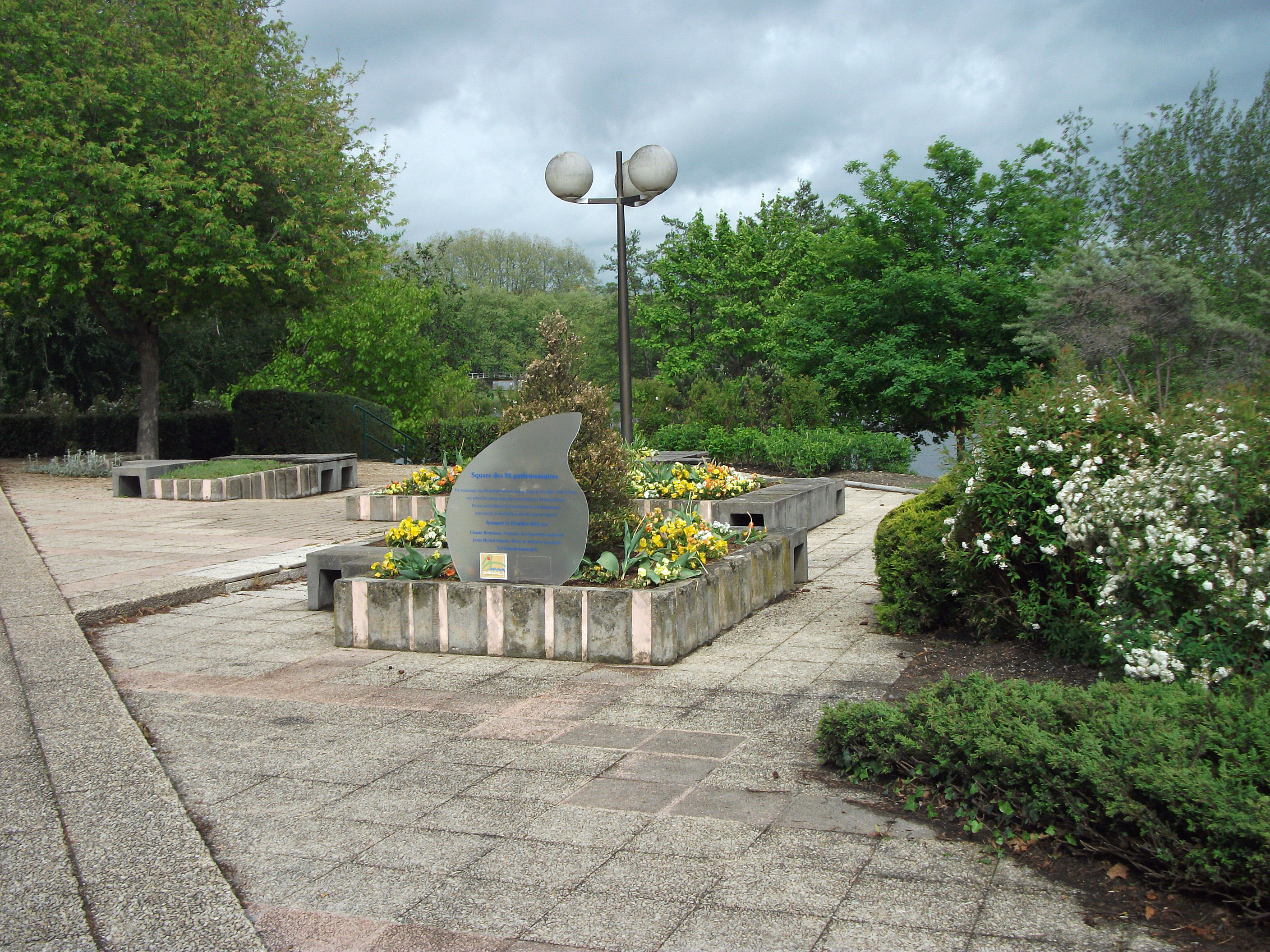
Bellerive-sur-Allier, Platz der 80 Parlamentarier, die 1940 gegen Pétain stimmten.

Pierre Chaumié, vollständig Pierre Jean Marie Bertrand Camille Chaumié, (* 21. Februar 1880 in Agen; † 13. Juni 1966 in Paris) war ein französischer Rechtsanwalt, Politiker während der Dritten Republik und Widerstandskämpfer.

## Leben
Pierre Chaumié war der Sohn des Senators Joseph Chaumié. Er besuchte das Lycée in Agen, dann das Lycée Henri IV in Paris und die dortige Rechtsfakultät. Nach seinem Abschluss und der Promotion zum Doktor der Rechte ließ er sich 1902 in Paris als Anwalt registrieren. Im selben Jahr wurde er Privatsekretär seines Vaters, des Ministers für öffentliche Bildung und blieb dies bis 1905. Von 1905 bis 1906 war er erneut bei seinem Vater stellvertretender Leiter des Kabinetts des Siegelbewahrers (Justizminister). Ab 1907 war er Sekretär der Anwaltskonferenz.
1914 wurde Pierre Chaumié mobilisiert. Er begann den Ersten Weltkrieg als einfacher Soldat und beendete ihn als Leutnant. Für seine Haltung an der Front wurde er zum Ritter der Ehrenlegion ernannt (am 10. Juli 1953 folgte die Ernennung zum Offizier). 1919 verließ er die Anwaltskammer, um eine Karriere als Geschäftsführer von Industrieunternehmen zu verfolgen, zunächst in der Eisen- und Stahlindustrie, dann in der Stickstoffindustrie. Er vertrat die französischen Industriellen dieser Branche auf internationalen Kongressen.
Am 6. Januar 1935 wurde Pierre Chaumié zum Senator (Radikalsozialist) des Départements Lot-et-Garonne, seiner Heimat, gewählt. Pierre Chaumié gehörte den Senatsausschüssen für Zivil- und Strafgesetzgebung, für die Armee und für öffentliche Arbeiten an. Er war Berichterstatter für mehrere Gesetze zwischen 1936 und 1940.
Am 10. Juli 1940 stimmte er gegen die Erteilung der diktatorischen Vollmachten an Philippe Pétain. Anschließend schloss er sich der Résistance an und wurde Präfekt der Mouvements unis de la Résistance. Im April 1944 trat er von diesem Posten zurück, da er mit dem neuen Militärführer nicht einverstanden war; dieser hatte sich geweigert, die Wiederherstellung der republikanischen Freiheiten nach der Befreiung des Landes zu versprechen.
1944 und 1945 gehörte Pierre Chaumié der Assemblée consultative provisoire (Provisorische Beratende Versammlung) an. Er gehörte dem Ausschuss für nationale Ausrüstung, dem Finanzausschuss, dem Ausschuss für Justiz und Säuberung sowie dem ständigen Koordinierungsausschuss an. Er gehörte auch der Aufsichtskommission der Caisse des dépôts et consignations sowie der Kommission zur Untersuchung der Versorgung mit Pressepapier an. Er war Berichterstatter für den Haushalt 1945 für öffentliche Arbeiten und Verkehr und setzte sich für Kleinsparer ein.
Pierre Chaumié zog sich 1948 aus dem politischen Leben zurück und wurde Mitglied des Conseil supérieur de la magistrature, wo er den Begnadigungsausschuss und später den Ausschuss für Überseeangelegenheiten leitete.
Pierre Chaumiés Brüder Jacques Chaumié und Emmanuel Chaumié waren Parlamentsabgeordnete. Pierre war verheiratet mit Louise Brunel.

## Auszeichnungen
- Ritter der Ehrenlegion (1920)
- Offizier der Ehrenlegion (1953)
- Croix de guerre 1914–18
- Croix de Guerre 1939–45
- Médaille de la Résistance